# Pholcus armeniacus
Pholcus armeniacus är en spindelart som beskrevs av Senglet 1974. Pholcus armeniacus ingår i släktet Pholcus och familjen dallerspindlar.
Artens utbredningsområde är Iran. Inga underarter finns listade i Catalogue of Life.